# Giustina Renier Michiel
Giustina Renier Michiel (Venecia 1755- Venecia 1832) fue una literata italiana, nieta del dux Paolo Renier.
Se le debe la obra Le feste veneziane, que aporta muchas noticias útiles para el conocimiento de la historia de Italia. Tradujo, además, al italiano las obras de Shakespeare Otelo, Macbeth y Coriolano.
- El contenido de este artículo incorpora material del tomo 35 de la Enciclopedia Universal Ilustrada Europeo-Americana (Espasa), cuya publicación fue anterior a 1945, por lo que se encuentra en el dominio público.

- Datos: Q3771714
- Multimedia: Giustina Renier Michiel / Q3771714